# Елипсоид на Якоби
Елипсоидът на Якоби е равновесна форма, която може да заеме самогравитиращо течно тяло с равномерна плътност и въртящо се с постоянна ъглова скорост. Този елипсоид има три различни по дължина оси и носи името на немския математик Карл Густав Якоб Якоби

## История
Преди Якоби, определеният през 1742 г. от Маклорен сфероид е бил считан за единствения тип елипсоид, който да е равновесен. През 1811 г. Жозеф Луи Лагранж  разглежда възможността триосният елипсоид да е в равновесие, но заключава, че двете му екваториални оси трябва да са равни, което е именно решението със сфероид на Маклорен. Якоби установява, че доказаното от Лагранж е само достатъчно, но не и необходимо условие. Той отбелязва: „Човек би направил сериозна грешка, ако предположи, че ротационните сфероиди са единствените допустими фигури в равновесие дори при ограничаващото допускане за повърхности от втора степен“ и добавя: "Всъщност простото разглеждане показва, че елипсоидите с три неравни оси могат също да са равновесни; може да се приеме елипса с произволна форма на екваториалното сечение и да се изчислят третата най-малка ос и ъгловата скорост на въртене така, че елипсоидът да бъде в равновесие." 

## Формула на Якоби
За елипсоид с полу-главни оси {\displaystyle a,\ b,\ c}a, b, c ъгловата скорост {\displaystyle \Omega } относно оста {\displaystyle z} се дава с израза
{\displaystyle {\frac {\Omega ^{2}}{\pi G\rho }}=2abc\int _{0}^{\infty }{\frac {udu}{(a^{2}+u)(b^{2}+u)\Delta }}\ ,\quad \Delta ^{2}=(a^{2}+u)(b^{2}+u)(c^{2}+u),}
където {\displaystyle \rho } е плътността и {\displaystyle G} е гравитационната константа, като се удовлетворява условието
{\displaystyle a^{2}b^{2}\int _{0}^{\infty }{\frac {du}{(a^{2}+u)(b^{2}+u)\Delta }}=c^{2}\int _{0}^{\infty }{\frac {du}{(c^{2}+u)\Delta }}.}
За фиксирани стойности на {\displaystyle a} и {\displaystyle b}, горното условие има решение за c:
{\displaystyle {\frac {1}{c^{2}}}>{\frac {1}{a^{2}}}+{\frac {1}{b^{2}}}.}
Интегралите могат да бъдат изразени като непълни елиптични интеграли.  Ако се използва симетричната форма на Карлсон RJ за елиптичния интеграл, формулата за ъгловата скорост става
{\displaystyle {\frac {\Omega ^{2}}{\pi G\rho }}={\frac {4abc}{3(a^{2}-b^{2})}}(a^{2}R_{J}(a^{2},b^{2},c^{2},a^{2})-b^{2}R_{J}(a^{2},b^{2},c^{2},b^{2}))}
и условието за относителния размер на полу-главните оси {\displaystyle a,\ b,\ c} е
{\displaystyle {\frac {2}{3}}{\frac {a^{2}b^{2}}{b^{2}-a^{2}}}(R_{J}(a^{2},b^{2},c^{2},a^{2})-R_{J}(a^{2},b^{2},c^{2},b^{2}))={\frac {2}{3}}c^{2}R_{J}(a^{2},b^{2},c^{2},c^{2}).}
Моментът на импулса {\displaystyle L} на елипсоида на Якоби се дава от израза
{\displaystyle {\frac {L}{\sqrt {GM^{3}{\bar {a}}}}}={\frac {\sqrt {3}}{10}}{\frac {a^{2}+b^{2}}{{\bar {a}}^{2}}}{\sqrt {\frac {\Omega ^{2}}{\pi G\rho }}}\ ,\quad {\bar {a}}=(abc)^{1/3},}
където {\displaystyle M} е масата на елипсоида а {\displaystyle {\bar {a}}} е средният радиус, радиусът на сфера със същия обем като елипсоида.